# Ansamblul memorial 1916–1918 din Târgu Ocna
Ansamblul memorial 1916–1918 din Târgu Ocna, cunoscut și sub numele „Cimitirul cu tunuri”, este un complex memorial situat în Târgu Ocna, în incinta ansamblului bisericii „Sfântul Nicolae” din strada Eremia Grigorescu nr. 2.
Ansamblul memorial 1916–1918 figurează cu cod LMI BC-IV-m-A-00908.03, făcând parte la rândul lui din ansamblul bisericii „Sfântul Nicolae”, având cod LMI BC-II-a-A-00908.

## Descriere
În aceeași incintă cu biserica „Sfântul Nicolae”, lângă peretele nordic, se află monumentul, cimitirul și osuarul eroilor căzuți în timpul Primului Război Mondial, cunoscut și sub numele de „Cimitirul cu tunuri”. Pe monument se află și două panouri pe care sunt înscrise numele eroilor căzuți în Războiul de Independență al României.
La intrarea spre biserică, în fața monumentului eroilor, există două tunuri folosite în Primul Război Mondial.
Ansamblul este alcătuit dintr-un obelisc, cu o înălțime de 3,60 m ridicat pe un postament masiv din gresie, cu o placă comemorativă și mormintele a 69 de eroi din regimentele: 12 Infanterie, 13 Infanterie, 14 Infanterie, 17 Infanterie, 27 Infanterie, 31 Infanterie, 46 Infanterie, 8 Obuziere, 1 Artilerie Munte, 7 Pionieri, Batalioanele 1 și 3 Vânători de munte.
Ansamblul a fost amenajat de Societatea „Cultul Eroilor” din București în anul 1932.
Pe fațada principală, sudică, a obeliscului există textul: „Vitejilor căzuți pe aceste meleaguri în războiul de întregire 1916-1919”
| “ | Cei ce căzut-au pentru țară Pe lanul câmpului bogat Jertfind o întreagă primăvară Nu au murit, ci au înviat. | ” |
|   | |   |

Pe o placă din marmură situată pe o coloană de piatră din gardul vestic al incintei bisericii există textul:
„Aici odihnesc eroii căzuți pe aceste locuri în războiul 1916-1919
Construit de Societatea Cultul Eroilor. Comitetul Central București în anul 1932”
Cu ocazia Zilei Eroilor la cimitirul de la biserica „Sfântul Nicolae” și la Schitul Măgura Ocnei se oficiau slujbe religioase și se țineau manifestări în memoria eroilor, din care 107 proveneau din oraș.

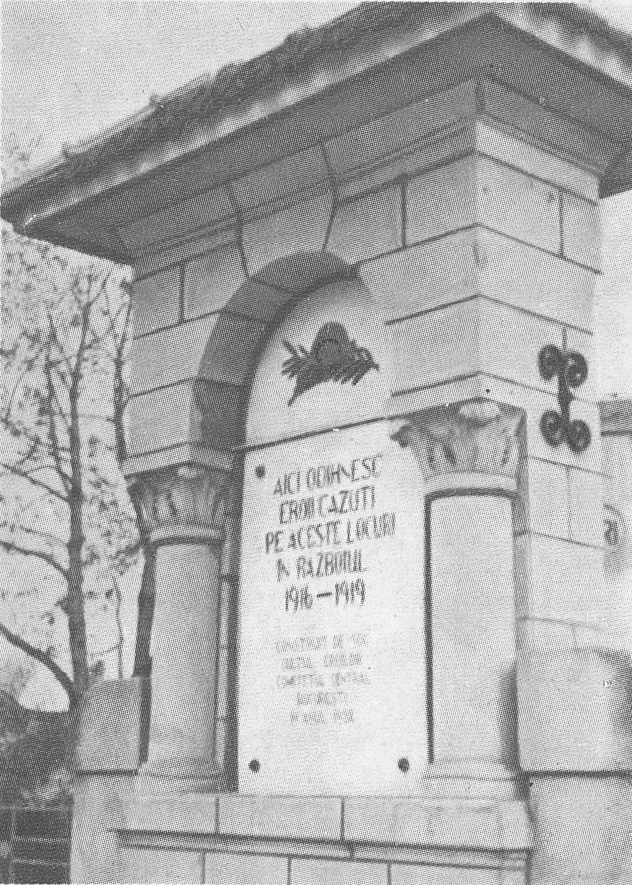
Coloana din piatră cu placa de marmură din zidul incintei bisericii (înainte de 1980).
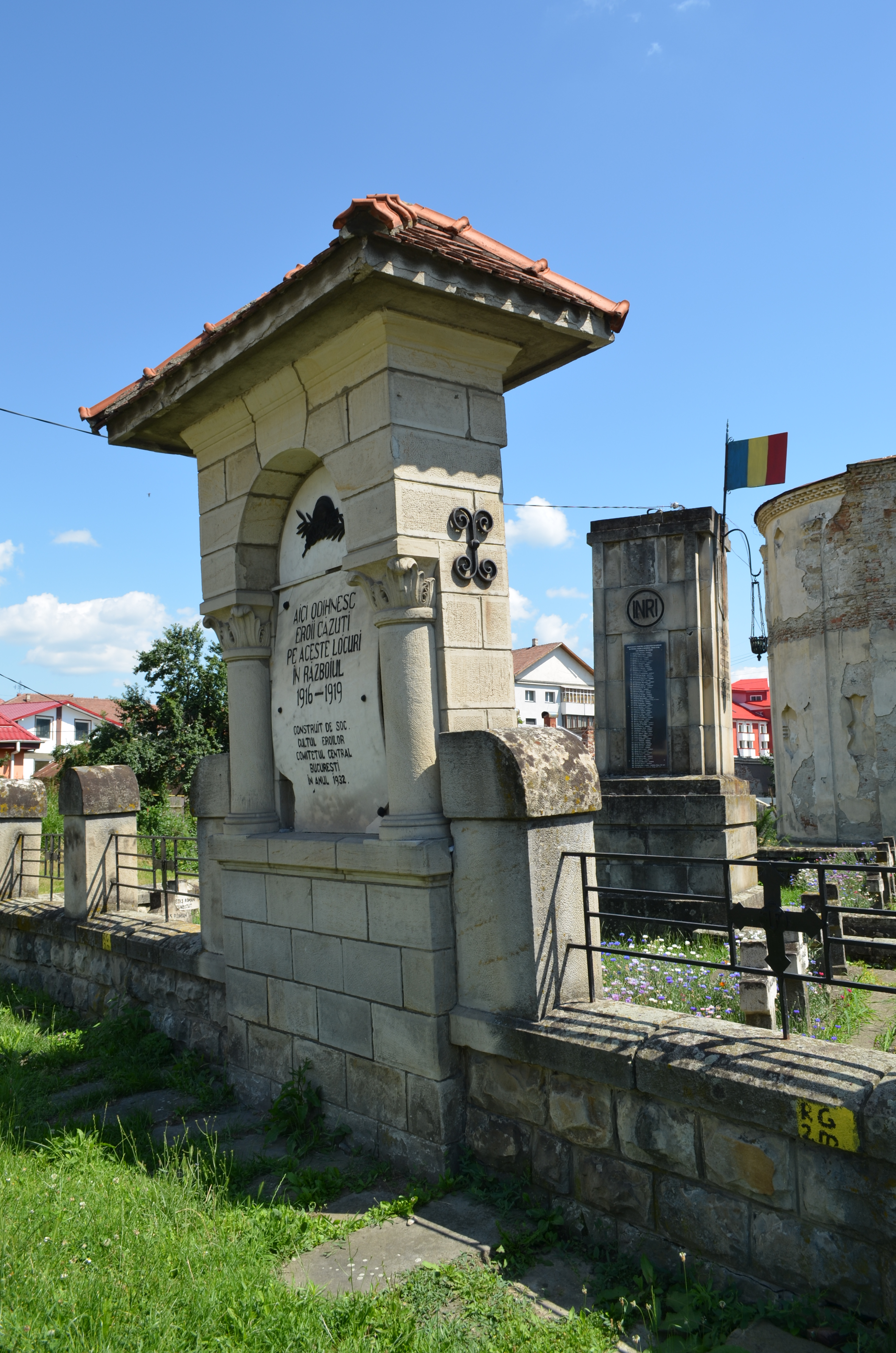
Aceeași coloană din piatră, în 2013.
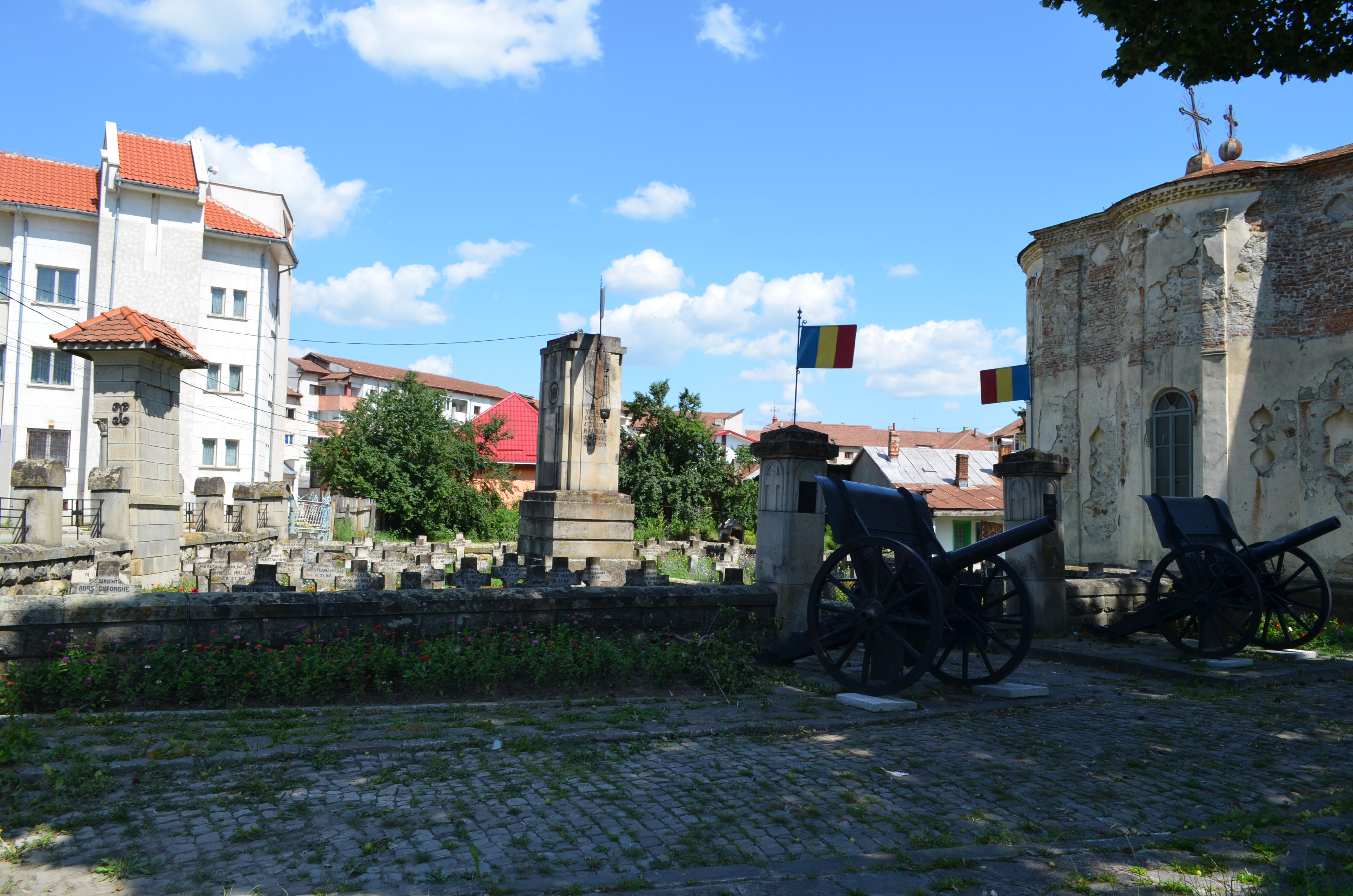
Vedere de ansamblu asupra monumentului și cimitirului eroilor.
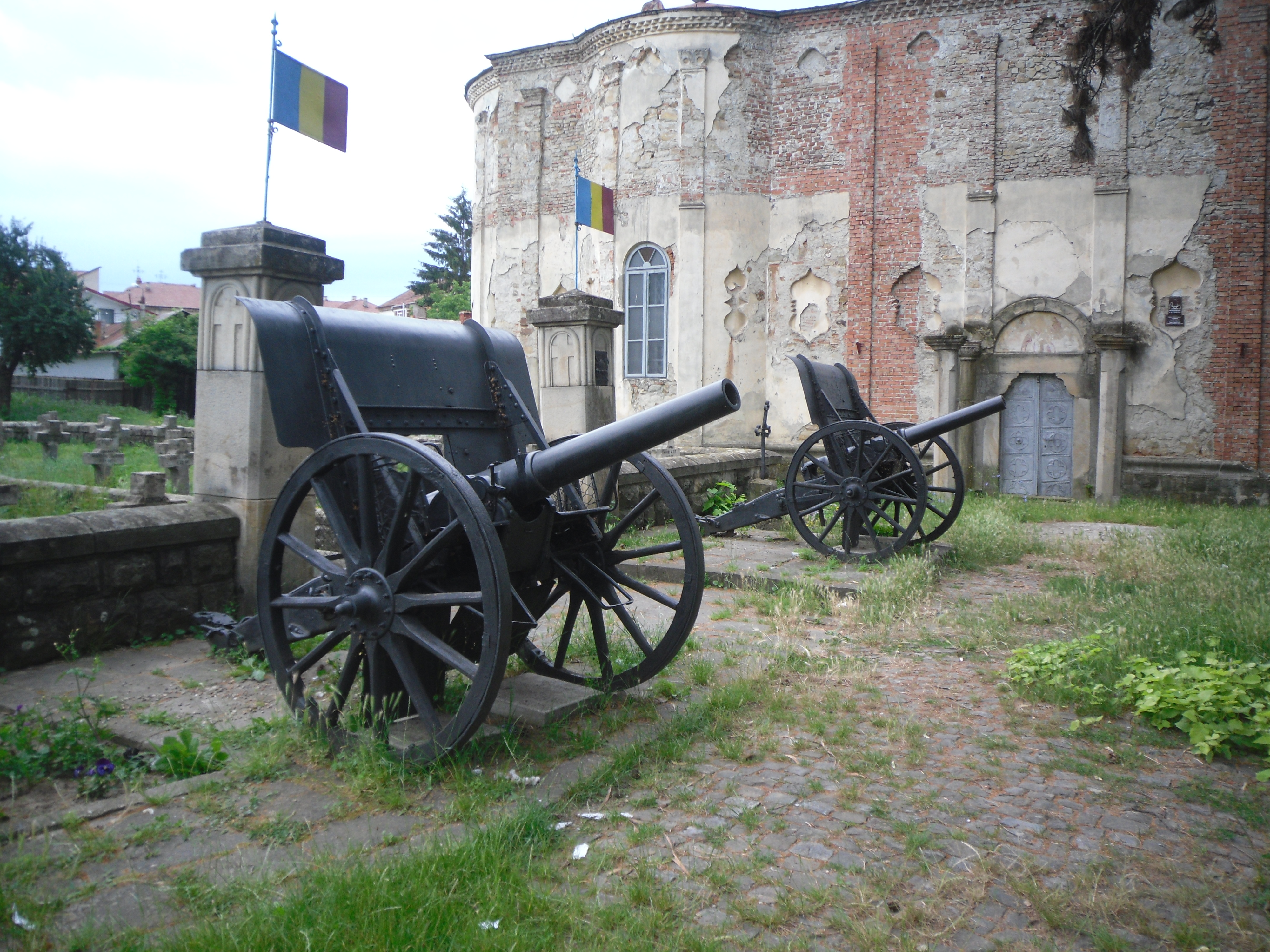
Tunurile Krupp de aproape